# Philippi ütközet (1861)
A philippi csata az amerikai polgárháború keleti frontjának egyik csatája volt. 1861. június 3-án zajlott le Barbour megyében, a nyugat-virginiai hadjárat részeként. Résztvevői az Amerikai Egyesült Államok és az Amerikai Konföderációs Államok voltak. A csatát az uniós erők nyerték meg.

## A csata lefolyása
Thomas Armstrong Morris ezredes, aki átmenetileg a Nyugat-Virginiában állomásozó uniós erők parancsnoka volt ketté osztotta seregét (ezek E. Dumont és B.F. Kelley közvetlen parancsnoksága alatt álltak) és egy kisebb, Philippinél állomásozó konföderációs sereg ellen vezette. Amíg Kelley zegzugos útvonalon keresztül, Grafton irányából közeledett, addig Dumont délről, Webster felől. Mindkét oszlop június 3-án, napfelkelte előtt érkezett Philippihez. A meglepetésszerű támadásnak köszönhetően sikerült megfutamítaniuk a konföderációs csapatokat, amelyek Huttonsville-be vonultak vissza. Bár a csata nem tartozik a legjelentősebbek közé, mégis ez volt az első komolyabb szárazföldi összecsapás a keleti fronton.